# Philip Kapleau

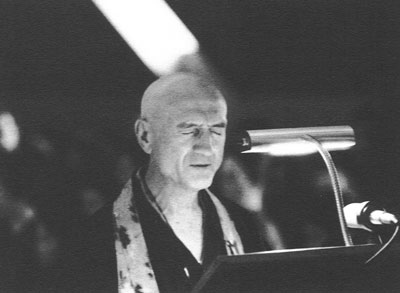
Philip Kapleau

Philip Kapleau (New Haven, Connecticut, 20 de agosto de 1912 - 6 de maio de 2004) foi um mestre zen budista da tradição Sanbo Kyodan de Harada roshi e Yasutani roshi, um misto das escolas japonesas de zen Soto e Rinzai.

## Treinamento zen
Em 1953 Philip Kapleau foi para o Japão com o intuito de estudar o zen. Durante sua estada de treze anos neste país, Kapleau treinou sob Harada roshi, e mais tarde sob Yasutani roshi (herdeiro do dharma de Harada roshi). Kapleau descreve sua experiencia de iluminação (a qual obteve após cinco anos de zazen) em seu excelente livro Os Tres Pilares do Zen (The Three Pillars of Zen).

## Trabalho e ensinamentos
Embora Kapleau nunca tenha recebido a transmissão do dharma de Yasutani roshi, ele voltou aos Estados Unidos em 1966 e, logo após a publicação de seu primeiro livro, The Three Pillars of Zen, fundou um centro zen em Rochester, New York.
Após vinte anos como abade do centro em Rochester, ele transmitiu os ensinamentos ao Ven. Bodhin Kjolhede e o apontou como seu herdeiro do dharma.
Seus outros livro são Zen: Merging of East and West, To Cherish All Life, Awakening to Zen e The Zen of Living and Dying: A Practical and Spiritual Guide.  